# Adrian Schlagbauer
Adrian Schlagbauer (* 9. Juli 2002) ist ein deutscher Fußballspieler.

## Karriere
Er begann mit dem Fußballspielen als 4-jähriger bei den Würzburger Kickers und durchlief dort alle Jugendmannschaften. Noch als A-Jugendlicher kam er dort auch zu seinem ersten Einsatz im Profibereich in der 2. Bundesliga, als er am 23. Mai 2021, dem 34. Spieltag, beim 1:1-Heimunentschieden gegen den SC Paderborn 07 in der 89. Spielminute für Marvin Pieringer eingewechselt wurde.

## Privates
Sein Vater Michael Schlagbauer war 16 Jahre Präsident und Vorstandsvorsitzender bei den Würzburger Kickers und wurde 2017 zum Ehrenpräsidenten ernannt.